# Flacy
Flacy är en kommun i departementet Yonne i regionen Bourgogne-Franche-Comté i norra Frankrike. Kommunen ligger i kantonen Villeneuve-l'Archevêque som tillhör arrondissementet Sens. År 2022 hade Flacy 122 invånare.

## Befolkningsutveckling
Antalet invånare i kommunen Flacy
| Referens: INSEE |